# Абсолютив
Абсолюти́в, абсолю́тный паде́ж — падежная форма в языках эргативного строя. Обозначает любой предмет высказывания, который не производит направленного действия. Грамматически это может быть пациенс (объект действия) при переходном глаголе и агенс (субъект действия) при непереходном. Действующий же на него субъект (агенс при переходном глаголе) обозначается эргативным падежом. Например, во фразе «солнце освещает лес» слово «лес» должно стоять в абсолютиве, так как это — пациенс, объект действия, «солнце» же — в эргативе, как источник действия. Наоборот, во фразе «солнце светит», где отсутствует адресат действия — в абсолютиве стоит «солнце» (агенс при непереходном глаголе). При эргативном строе, в отличие от привычного русскоговорящему человеку номинативного строя, фраза строится вокруг пациенса — то есть объекта, а не субъекта действия, который, стоя в абсолютиве, играет роль подлежащего. В русском языке эта конструкция выражается страдательным залогом, где роль абсолютива играет именительный падеж, а роль эргатива — косвенные: «лес освещается солнцем».

## Пример абсолютивного падежа
Примеры из баскского языка, где абсолютив в единственном числе имеет нулевое окончание (-a — определённый артикль), а эргатив — окончание -k, идущее после артикля.
- Otsoa etorri da (Пришёл волк).
- Ehiztariak otsoa harrapatu du (Охотник поймал волка ; дословно «Охотнику попался волк»